# حرب عصابات نانكاهوازو
كانت عصابات نانكاهوازو أو جيش التحرير الوطني لبوليفيا (إي إل إن) مجموعة تتكون بشكل رئيسي من المقاتلين البوليفيين والكوبيين بقيادة زعيم حرب العصابات تشي غيفارا، ونشطت في مقاطعة كوردليرا في بوليفيا من 1966 حتى 1967. أنشأت هذه المجموعة معسكرها الأساسي في مزرعة عبر نهر نانكاهوازو -أحد الروافد الموسمية لريو غراندي- على بعد 250 كيلومترًا جنوب غرب مدينة سانتا كروز دي لا سييرا. وأسست هذه العصابات لتعمل وفق نظرية فوكو، أي أن تكون نقطة مقاومة مسلحة لاستخدامها كخطوة أولى للإطاحة بالحكومة البوليفية وتأسيس دولة اشتراكية. هزم رجال العصابات العديد من الدوريات البوليفية قبل أن يهزموا ويُقبض على غيفارا ويعدم. وتمكن خمسة مقاتلين فقط من النجاة والهرب إلى تشيلي.

## الخلفية

### أزمة الكونغو
كان تشي غيفارا ملتزمًا بإنهاء ما يعتبره الإمبريالية الأمريكية، وقرر السفر إلى الكونغو خلال الحرب الأهلية هناك لدعم العصابات المناهضة للرأسمالية. كان هدف غيفارا تصدير الثورة من خلال توجيه مقاتلي سيمبا المحليين المناهضين لموبوتو من خلال الأيديولوجية الماركسية واستراتيجيات نظرية فوكو لحرب العصابات. في كتابه مذكرات الكونغو، أشار غيفارا إلى عدم كفاءة القوات الداخلية الكونغولية وتعنتها واقتتالها فيما بينها كأسباب رئيسية لفشل التمرد. أصيب غيفارا بالزحار، وعانى من أعراض حادة لمرض الربو، وفي النهاية دفعه اليأس بعد سبعة أشهر من الإحباط إلى مغادرة الكونغو في 20 نوفمبر 1956 مع الناجين الكوبيين المتبقين (توفي ستة أعضاء من العمود المكون من 12 رجلاً). وفي أحد المراحل، فكر غيفارا في إعادة الجرحى إلى كوبا، والعودة إلى القتال في الكونغو حتى وفاته، ليكون مثالًا أيديولوجيًا. ولكن بعد أن حثه رفاقه وضغط عليه مبعوثان أرسلهما كاسترو إليه، وافق غيفارا في اللحظة الأخيرة على مضض أن يغادر إفريقيا. وفي حديثه عن تجربته في الكونغو بعد ذلك بشهور، خلص غيفارا إلى أن مغادرته للكونغو بدلًا من القتال هناك حتى الموت كانت بسبب «فشل العنصر البشري للثورة في الكونغو. لم يكن لدى الناس إرادة للقتال. القادة الثوريون فاسدون. بكلمات بسيطة، لم يكن هناك ما يمكن فعله». وبعد أسابيع قليلة، حين كان يكتب مقدمة اليوميات التي احتفظ بها خلال مغامرته في الكونغو، بدأ: «هذه قصة فشل».

في اجتماع في مدريد، حذره خوان بيرون - الذي كان متعاطفًا مع غيفارا لكنه رفض اختياره لحرب العصابات لكونها أسلوبًا قديمًا -من بدء العمليات في بوليفيا.
لن تنجو في بوليفيا. أنهِ هذه الخطة. ابحث عن بدائل. لا تنتحر.

-من خوان بيرون إلى تشي غيفارا.

## عمليات العصابة
دخل تشي غيفارا بوليفيا باسم مستعار «أدولفو مينا غونزاليس» في 3 نوفمبر 1966. وبعد ثلاثة أيام، غادر العاصمة لاباز باتجاه الريف. وخطط لتنظيم وفق نظرية فوكو في بوليفيا كهدف له. وخطط لبدء حملة حرب العصابات ضد الحكومة العسكرية للرئيس رينيه بارينتوس، وأسس مجموعة من 29 بوليفيًا و25 كوبيًا، وعدد قليل من الأجانب الذين كان غيفارا من ضمنهم، بالإضافة إلى امرأة واحدة من ألمانيا الشرقية تدعى تمارا بانك، وثلاثة من بيرو. وقد نفذت هذه المجموعة الصغيرة والمسلحة بشكل جيد كمينين ناجحين ضد دوريتين للجيش في ربيع عام 1967، لكنها فشلت في نفس الوقت بالحصول على دعم كبير من جماعات المعارضة الأخرى في مدن بوليفيا أو من المدنيين المحليين، الذين أبلغ بعضهم السلطات عن تحركات العصابة بشكل طوعي. وبحلول منتصف عام 1967، أصبح رجال غيفارا مجموعة من الهاربين، تتصيدهم القوات الخاصة البوليفية ومستشاروهم الأمريكيون. في الأشهر القليلة الأخيرة من وجوده هناك، كتب غيفارا في مذكراته: «التحدث إلى هؤلاء الفلاحين مثل التحدث إلى التماثيل. إنهم لا يقدمون لنا أي مساعدة. والأسوأ من ذلك، أن العديد منهم يتحولون إلى مخبرين». في 31 أغسطس 1967، تعرضت مجموعة صغيرة من جنود غيفارا، يبلغ مجموعهم ثمانية رجال بالإضافة إلى تمارا بانك، لكمين وقتلوا من قبل الجنود البوليفيين بينما كانوا يحاولون عبور ريو غراندي في بوليفيا. وفي 8 أكتوبر 1967، حوصر معظم جنود غيفارا الناجين وقتلوا. ومع ذلك، كان بعضهم ما يزال نشطًا في أنحاء بوليفيا خلال تتمة أكتوبر ونوفمبر 1967. كان بارينتوس قلقًا جدًا بسبب تمرد غيفارا هناك، وأحكم قبضته في المنطقة من خلال بعض الإجراءات القاسية جدًا (مثل مذبحة سان خوان). وقد شعر غيفارا أن مثل هذه الفظائع التي ارتكبها الجيش البوليفي والقوات الجوية ستكون نقطة التحول لصالحه في دفع عمال المناجم لمساندة قضيته الشيوعية، ولكن في نهاية المطاف وقع عمال المناجم اتفاقًا مع شركة التعدين المملوكة للحكومة كوميبول (COMIBOL)، وهو اتفاق شعر غيفارا بأنه يقوض سبب وجوده هناك.